# Hind Rostom
Hind Rostom (em árabe هند رستم) (Alexandria, 11 de novembro de 1931 - Cairo, 8 de agosto de 2011) foi uma atriz egípcia. Hind fez sucesso nas décadas de 1950 e 1960 no cinema egípcio sendo idolatrada como a "Marilyn Monroe do Oriente Médio",
Atuou em filmes como: "Bāb al-Ḥadīd" de 1958 (em português:"Estação Central do Cairo"), "Conflito no Nilo" (onde trabalhou ao lado de Omar Sharif) e "Minha Vida é Tortura" (1979).
Faleceu de um ataque cardíaco no dia 8 de agosto de 2011 aos 79 anos de idade.